# Неотерики
Неотерики — це гурток римських поетів середини І ст. до н.е. До гуртка входили представники молодої аристократії. Неотерики відмовились від великих форм епоса і драми і розробляли нові жанри- епілії,епіграму,елегію .Саме неотерики збагачували свої твори темними натяками,скритими цитатами,запозиченнями у інших авторів. При виборі сюжетів перевагу надавали тим,де можна розгорнути патетику і навіть патологію,любов,пристрасті. Взірцем для них слугувала грецька поезія,головним чином александрійська поезія з кола Каллімаха.Вірші неотериків вирізнялися «вченістю» та довершеністю форми. Значення неотериків полягає у тому, що вони першими з римлян утвердили підхід до літератури як до мистецтва, знайшли поетичну форму для вираження інтимних переживань і встановили високі критерії у поезії. Кажучи сучасної мовою — це були модерністи в поезії.Поезія неотериків насичена ерудицією і часто сентиментальна. Найяскравішими представниками були  Гай Ліциній Кальв, Гай Гельвій Цінна, Марк Фурій Бібакул, Квінт Корніфіцій, Валерій Катон.Найвидатнішим з представників був Катулл.Йому належить низка епіліїв на міфологічні  теми.
Яскравим явищем, яке підготувало настання "золотої доби" римської літератури, була діяльність в епоху кінця Республіки гуртка молодих поетів-неотериків(грец.neoteroi - " новітні поети"), які сповідували філософію Епікура.
[Ю.І.Ковбасенко. Антична література: Навчальний посібник для студентів. — К.: Київський університет імені Бориса Грінченка, 2011. — 247 с.]